# Березовий Василь Миколайович
Василь Миколайович Березовий (3 березня 1938 — 28 лютого 2015) — художник, письменник, педагог. Народився у 1938 році на Київщині (с. Слобода, Кагарлицького району). Жив і працював у Києві. Закінчив Львівський поліграфічний інститут ім. І. Федорова у 1965 році.
Почався як художник з 1961 року у видавництві ‘Техніка’ — працював художнім редактором та графіком-оформлювачем книг і журналів, в редакціях низки часописів («Новини кіно», «Київ», «Всесвіт» та ін.) Викладав малюнок, живопис та композицію в Дитячій школі мистецтв № 6 м. Києва. Постійно брав участь у національних виставках, що організовуються Спілкою журналістів та Спілкою художників України.
Основна тема творчості, яку митець розв'язував в експресивному, а то й драматичному ключі, — доля української жінки-селянки на тлі історичних потрясінь повоєнного часу. Його образам притаманні епічність і символізм. За серію живописних робіт «Жіноча доля» отримав диплом 1-го ступеню Мін-ва культури і мист-в (2000). Працював також у жанрах пейзажу та історичного портрета. Автор опублікованих спогадів про Г. Тютюнника «Його любили, ним захоплювались (Спогади про Григора Тютюнника)» // Київ, 1997, № 5–6; новел «Провина», «Ступа», «Руки», «Чарівник», «Журавлі несли пісні весняні», «Диво», «Свідок», «Материнські руки», «Жито» // Київ, 1999, № 9–10.
|  | Кажу про любов і думаю: де взяти такого вміння і натхнення, аби вона, всевишня і благословенна, засвітилась людям із полотен? Як вирватися із мороку реальності? …Модерністи й поп-артівці прагнуть переплюнути Захід. Навіщо їм ‘темні’ хлібороби з їхніми земними турботами й болями? Але комусь же має боліти?! …Відчуваю величезний моральний борг перед нашою жінкою. Часом боюся що може забракнути сил і часу, і я не встигну вимолитися від імені цілого суспільства за непрощенний гріх перед нашею берегинею |

 Василь Березовий
Відео: Василь Березовий: "в моїх картинах моє життя"
Відео на YouTube